# Ilse-Christine Otto

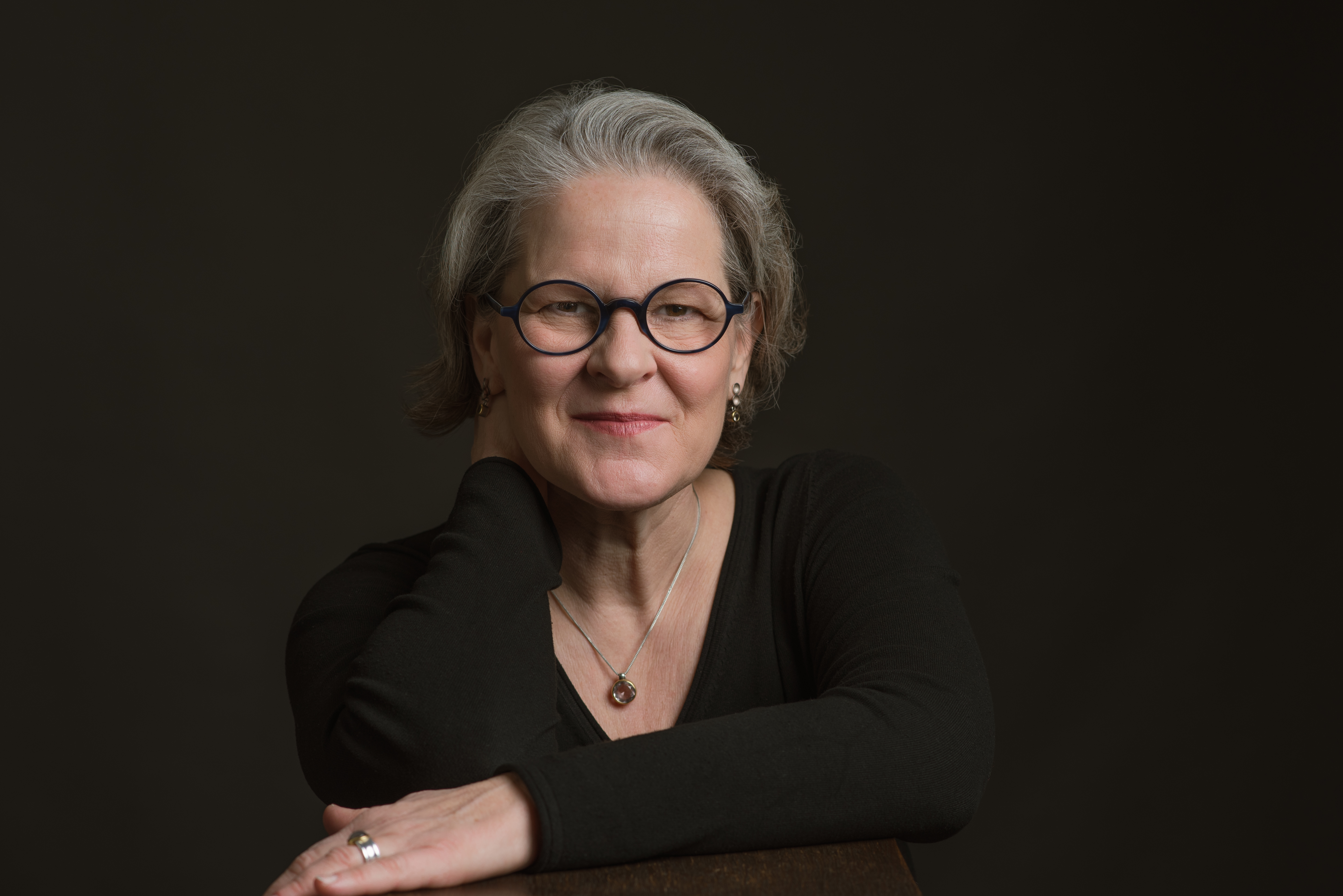
Ilse-Christine Otto (2023)

Ilse-Christine Otto (geboren am 15. Dezember 1966 in Minden) ist eine deutsche Sopranistin.
Sie studierte unter anderem in Berlin bei Ingrid Figur und in Hamburg bei Judith Beckmann. 
Opernengagements führten sie unter anderem nach Hagen, Aachen, Lübeck, Baden-Baden, die Opéra Paris-Massy und die Kammeroper in Hamburg. 
Während dreier Jahrzehnte künstlerischer Tätigkeit als Konzertsolistin brachte sie ein vielseitiges Repertoire von mehr als 100 Fachpartien zur Aufführung. Die Konzertpartien Mozarts, Mendelssohns und Bachs sang sie auch unter Helmuth Rilling und Max Pommer und Claus Bantzer.
Nach Lehraufträgen für das Hauptfach Gesang in Hamburg und für Fachdidaktik in Rostock wurde sie 2015 als Professorin für Gesang an die Hochschule für Musik und Theater Felix-Mendelssohn in Leipzig berufen. Hier ist sie auch verantwortlich für die gesangspädagogische Ausbildung.
Aus ihrer Klasse sind unter anderem Franziska Hiller (Die Damen und Herren Daffke), Johannes Worms (Godot-Komplex) und Fee Brembeck hervorgegangen.
Als Dozentin, Referentin und Jurorin ist sie regelmäßig auf Kursen, Kongressen und Wettbewerben tätig. Sie tritt zudem als Autorin und Redakteurin von Fachartikeln in Erscheinung. 
Für den Bund Deutscher Gesangspädagogen (BDG) ist sie als Dozentin des Gesangspädagogischen Zertifikats (GPZ) tätig.
Als Mitglied des Konzeptionsteams co-organisiert sie das Leipziger Symposium für Kinder-und Jugendstimmbildung. Als Autorin und redaktionelle Leiterin erstellte sie für den Verband Deutscher Musikschulen (VdM) den Lehrplan Gesang, der 2025 erschienen ist.